# Zbigniew Łapiński
Zbigniew Janusz Łapiński (ur. 12 listopada 1947, zm. 2 kwietnia 2018) – polski muzyk i kompozytor, pianista i akompaniator, aranżer i dyrygent.

## Życiorys

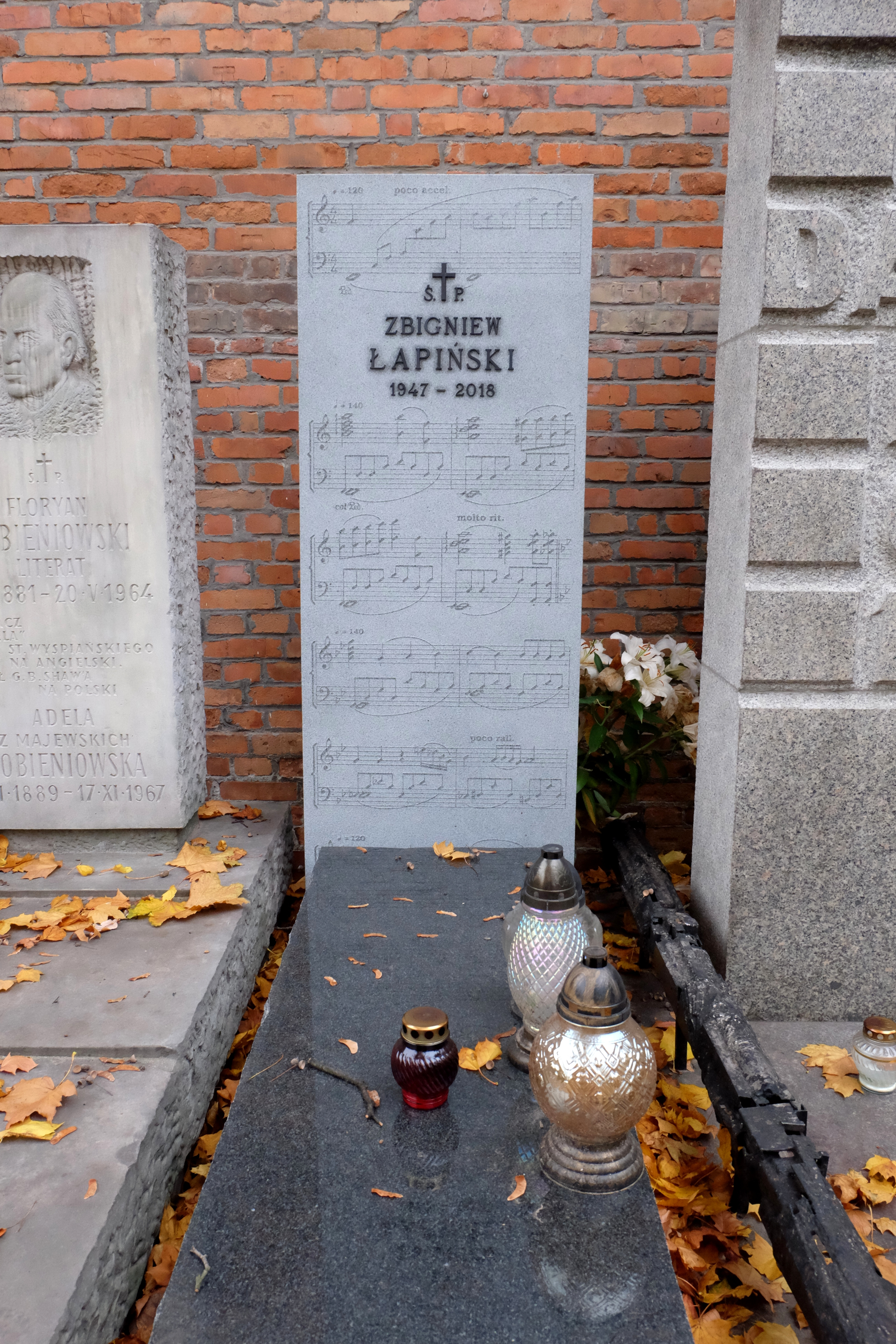
Grób Zbigniewa Łapińskiego w alei zasłużonych na cmentarzu Powązkowskim w Warszawie

Znany ze współpracy z Przemysławem Gintrowskim i Jackiem Kaczmarskim. Współpracował również m.in. z zespołem Czerwony Tulipan oraz Kubą Sienkiewiczem – wziął udział w nagraniach do trzech jego płyt solowych, a także występował z nim na koncertach w składzie akustycznym. Uczestniczył także w koncertach i nagraniach studyjnych Mirosława Czyżykiewicza. Wraz z Jørnem Simenem Øverli nagrał dwie płyty: pierwszą z utworami tria Kaczmarski-Gintrowski-Łapiński oraz innych polskich poetów, drugą z norweskimi wersjami utworów Włodzimierza Wysockiego, nagrodzoną w 1989 Spellemannprisen.

## Odznaczenia
W 1999 otrzymał odznakę „Zasłużonego Działacza Kultury”, a 15 października 2004 odznaczony został Złotym Krzyżem Zasługi. W sierpniu 2006 odznaczony przez prezydenta Lecha Kaczyńskiego Krzyżem Kawalerskim Orderu Odrodzenia Polski.
W 2016 r. został odznaczony Złotym Medalem „Zasłużony Kulturze Gloria Artis”.
W listopadzie 2005 przeszedł udar i wycofał się z życia zawodowego. Zmarł 2 kwietnia 2018. Został pochowany w alei zasłużonych cmentarza Powązkowskiego w Warszawie.

## Twórczość
Utwory, do których Z. Łapiński napisał muzykę:

### Wspólnie z Jackiem Kaczmarskim
(w nawiasach tytuły rozdziałów antologii poezji Jacka Kaczmarskiego, w których został umieszczony dany utwór)
- Akompaniator (Varia 1982–2002)
- Bajka średniowieczna (Wojna postu z karnawałem)
- Bankierzy (Wojna postu z karnawałem)
- Chrystus i kupcy (Raj)
- Czary skuteczne na swary odwieczne (Sarmatia)
- Czerwony Autobus (Muzeum)
- Dobre rady Pana Ojca (Sarmatia)
- Dylemat (90 dni spokoju)
- Dzieci Hioba (Dzieci Hioba)
- Dzielnica żebraków (Sarmatia)
- Epitafium dla Sowizdrzała (Wojna postu z karnawałem)
- Hiob (Raj)
- Jak długo grać będą… (Szukamy stajenki)
- Karmaniola (90 dni spokoju)
- Kolęda barokowa (Szukamy stajenki)
- Kolęda ludowa (Szukamy stajenki)
- Kołysanka [1993] (Szukamy stajenki)
- Koniec wojny trzydziestoletniej (Wojna postu z karnawałem)
- Meldunek (Krzyk)
- Nie widzą, nie wiedzą (Szukamy stajenki)
- Poranek (Wojna postu z karnawałem)
- Portret zbiorowy w zabytkowym wnętrzu (Wojna postu z karnawałem)
- Powrót z Syberii (Muzeum)
- Prosty człowiek (Sarmatia)
- Pusty raj (Raj)
- Pustynia ’80 (Krzyk)
- Rokosz (Sarmatia)
- Rozmowa (Wojna postu z karnawałem)
- Scena to dziwna… (Szukamy stajenki)
- Somosierra (Muzeum)
- Straszny rwetes, bracie ośle… (Szukamy stajenki)
- Szturm (Muzeum)
- Targ (Niewolnicy)
- Tyle złota i purpury… (Szukamy stajenki)
- Upadek Związku Radzieckiego (Pięć sonetów o umieraniu komunizmu)
- W kołysce Ziemi Obiecanej… (Szukamy stajenki)
- Wariacje dla Grażynki (Muzeum)
- Wigilia na Syberii (Muzeum)
- Wiosna 1905 (Muzeum)
- Władca Ciemności (Raj)
- Z pasa słuckiego pożytek (Sarmatia)
- Zrodził się dzieciaczek… (Szukamy stajenki)